# Canton de Villerupt
Le canton de Villerupt est une circonscription électorale française située dans le département de Meurthe-et-Moselle et la région Grand Est.

## Géographie
Ce canton est organisé autour de Villerupt dans l'arrondissement de Briey. Son altitude varie de 255 mètres à Longlaville jusqu'à 445 mètres (Hussigny-Godbrange).

## Histoire
Le canton de Villerupt a été créée par le décret du 2 août 1973 scindant le canton de Longwy en quatre cantons.
Par décret du 26 février 2014, le nombre de cantons du département est divisé par deux, avec mise en application aux élections départementales de mars 2015. Le canton de Villerupt est conservé et s'agrandit. Il passe de 12 à 14 communes.

## Représentation

### Représentation avant 2015
| Période | Période | Identité      | Étiquette | Qualité |
| ------- | ------- | ------------- | --------- | --- |
| 1973    | 1985    | Antoine Porcu | PCF       | Sidérurgiste Conseiller municipal de Longwy Député (1978-1981)                                                                         |
| 1985    | 2015    | Alain Casoni  | PCF       | Ancien attaché parlementaire d'Antoine Porcu Maire de Villerupt (1986-1995 et 2008-2020) Vice-président du conseil général (1998-2008) |

### Représentation à partir de 2015
| Période élective | Période élective | Mandat | Mandat   | Identité        | Nuance | Nuance | Qualité |
| ---------------- | ---------------- | ------ | -------- | --------------- | ------ | ------ | --- |
| 2015             | 2021             | 2015   | 2021     | Annie Silvestri |        | PCF    | Employée de pharmacie retraitée Maire de Thil (1995-2020) 3e vice-présidente déléguée à l’autonomie des personnes |
| 2015             | 2021             | 2015   | 2021     | Alain Casoni    |        | PCF    | Retraité Maire de Villerupt (1986-1995 et 2008-2020)                                                              |
| 2021             | 2028             | 2021   | en cours | Annie Silvestri |        | PCF    | Conseillère sortante                                                                                              |
| 2021             | 2028             | 2021   | en cours | Bruno Trombini  |        | LFI    | Retraité, ancien Directeur de cabinet du maire de Mont-Saint-Martin                                               |

### Résultats détaillés

#### Élections de mars 2015
À l'issue du 1er tour des élections départementales de 2015, deux binômes sont en ballottage : Alain Casoni et Annie Silvestri (FG, 40 %) et Martine Decailloz et Patrick Pinto (FN, 25,15 %). Le taux de participation est de 40,96 % (7 156 votants sur 17 469 inscrits) contre 48,16 % au niveau départemental et 50,17 % au niveau national.
Au second tour, Alain Casoni et Annie Silvestri (FG) sont élus avec 64,9 % des suffrages exprimés et un taux de participation de 39,67 % (4 074 voix pour 6 926 votants et 17 460 inscrits).

#### Élections de juin 2021
Le premier tour des élections départementales de 2021 est marqué par un très faible taux de participation (33,26 % au niveau national). Dans le canton de Villerupt, ce taux de participation est de 22,89 % (3 764 votants sur 16 445 inscrits) contre 29,74 % au niveau départemental. À l'issue de ce premier tour, deux binômes sont en ballottage : Annie Silvestri et Bruno Trombini (Union à gauche avec des écologistes, 52,22 %) et Marie Crunchant et Jonathan Meyer (RN, 24,39 %).
Le second tour des élections est marqué une nouvelle fois par une abstention massive équivalente au premier tour. Les taux de participation sont de 34,36 % au niveau national, 30,76 % dans le département et 22,78 % dans le canton de Villerupt. Annie Silvestri et Bruno Trombini (Union à gauche avec des écologistes) sont élus avec 70,74 % des suffrages exprimés (2 439 voix pour 3 745 votants et 16 438 inscrits),,. 

## Composition

### Composition avant 2015

ituation du canton de Villerupt dans l'arrondissement de Briey avant 2015.

Le canton de Villerupt regroupait 12 communes.
| Nom                   | Code Insee | Codepostal | Superficie (km2) | Population (dernière pop. légale) | Densité (hab./km2) |
| --------------------- | ---------- | ---------- | ---------------- | --------------------------------- | ------------------ |
| Villerupt (chef-lieu) | 54580      | 54190      | 6,56             | 9 354 (2012)                      | 1 426              |
| Baslieux              | 54049      | 54620      | 10,17            | 584 (2012)                        | 57                 |
| Bazailles             | 54056      | 54620      | 4,23             | 153 (2012)                        | 36                 |
| Boismont              | 54081      | 54620      | 5,43             | 457 (2012)                        | 84                 |
| Bréhain-la-Ville      | 54096      | 54190      | 10,08            | 309 (2012)                        | 31                 |
| Fillières             | 54194      | 54560      | 14,21            | 502 (2012)                        | 35                 |
| Laix                  | 54290      | 54720      | 7,55             | 192 (2012)                        | 25                 |
| Morfontaine           | 54385      | 54920      | 11,42            | 1 111 (2012)                      | 97                 |
| Thil                  | 54521      | 54880      | 3,32             | 1 609 (2012)                      | 485                |
| Tiercelet             | 54525      | 54190      | 7,68             | 649 (2012)                        | 85                 |
| Ville-au-Montois      | 54568      | 54620      | 12,33            | 268 (2012)                        | 22                 |
| Villers-la-Montagne   | 54575      | 54920      | 18,12            | 1 430 (2012)                      | 79                 |

### Composition depuis 2015
Le canton de Villerupt comprend désormais quatorze communes entières.
| Nom                               | Code Insee | Intercommunalité              | Superficie (km2) | Population (dernière pop. légale) | Densité (hab./km2) | Modifier                                    |
| --------------------------------- | ---------- | ----------------------------- | ---------------- | --------------------------------- | ------------------ | ------------------------------------------- |
| Villerupt (bureau centralisateur) | 54580      | CC du Pays Haut Val d'Alzette | 6,56             | 10 086 (2022)                     | 1 538              | modifier les données · modifier les données |
| Bréhain-la-Ville                  | 54096      | CC Cœur du Pays-Haut          | 10,08            | 451 (2022)                        | 45                 | modifier les données · modifier les données |
| Crusnes                           | 54149      | CC Cœur du Pays-Haut          | 6,06             | 1 559 (2022)                      | 257                | modifier les données · modifier les données |
| Errouville                        | 54181      | CC Cœur du Pays-Haut          | 5,13             | 682 (2022)                        | 133                | modifier les données · modifier les données |
| Fillières                         | 54194      | Grand Longwy Agglomération    | 14,21            | 524 (2022)                        | 37                 | modifier les données · modifier les données |
| Hussigny-Godbrange                | 54270      | Grand Longwy Agglomération    | 15,37            | 3 921 (2022)                      | 255                | modifier les données · modifier les données |
| Laix                              | 54290      | Grand Longwy Agglomération    | 7,55             | 209 (2022)                        | 28                 | modifier les données · modifier les données |
| Longlaville                       | 54321      | Grand Longwy Agglomération    | 3,21             | 2 373 (2022)                      | 739                | modifier les données · modifier les données |
| Morfontaine                       | 54385      | Grand Longwy Agglomération    | 11,42            | 1 076 (2022)                      | 94                 | modifier les données · modifier les données |
| Saulnes                           | 54493      | Grand Longwy Agglomération    | 4,00             | 2 261 (2022)                      | 565                | modifier les données · modifier les données |
| Serrouville                       | 54504      | CC Cœur du Pays-Haut          | 15,57            | 674 (2022)                        | 43                 | modifier les données · modifier les données |
| Thil                              | 54521      | CC du Pays Haut Val d'Alzette | 3,32             | 2 006 (2022)                      | 604                | modifier les données · modifier les données |
| Tiercelet                         | 54525      | Grand Longwy Agglomération    | 7,68             | 635 (2022)                        | 83                 | modifier les données · modifier les données |
| Villers-la-Montagne               | 54575      | Grand Longwy Agglomération    | 18,12            | 1 562 (2022)                      | 86                 | modifier les données · modifier les données |
| Canton de Villerupt               | 5423       |                               | 128,28           | 28 019 (2022)                     | 218                | modifier les données                        |

## Démographie

### Démographie avant 2015
| 1975   | 1982   | 1990   | 1999   | 2006   | 2011   | 2012   |
| ------ | ------ | ------ | ------ | ------ | ------ | ------ |
| 20 756 | 18 560 | 16 533 | 16 271 | 16 756 | 16 677 | 16 618 |

### Démographie depuis 2015
En 2022, le canton comptait 28 019 habitants, en évolution de +3,08 % par rapport à 2016 (Meurthe-et-Moselle : −0,13 %, France hors Mayotte : +2,11 %).
| 2013   | 2018   | 2022   |
| ------ | ------ | ------ |
| 26 876 | 27 500 | 28 019 |